# Лукьяновское кладбище
Государственный историко-мемориальный  Лукьяновский заповедник (ранее Лукьяновское кладбище) (укр. Лук'янівське цивільне кладовище) — историко-мемориальное кладбище в Киеве, расположенное у Бабьего Яра. 
На кладбище находится много надгробий и скульптур, выполненных известными художниками Киева и Украины. Более двух тысяч могил и надгробий Лукьяновского заповедника включены в список памятников Киева. 291 могил и надгробий кладбища имеют статус памятников истории и искусства Украины и охраняются государством.

## История
Официальное решение о создании кладбища было принято 26 июля 1878 года, когда Думой было отведено под него три десятины земли. К тому времени, а именно с 1871 года, здесь уже хоронили умерших в местной больнице. В дальнейшем кладбище увеличивалось. В 1912 году здесь уже было похоронено около 30 000 человек.
Административно кладбище не подчинялось духовному ведомству, а находилось в распоряжении городской управы, поэтому на нём долгое время не было церкви. В 1887 году здесь была поставлена часовня, которая не могла удовлетворять ритуальных нужд (в год хоронили до 500 покойников). В 1910 году полковник Иван Васильевич Мирович предложил для переоборудования часовни в церковь 750 рублей собственных средств при условии, что храм получит имя святой Екатерины в память его умершей жены, похороненной неподалёку от часовни. Решение было принято 20 декабря 1910 года, а уже 18 апреля 1911 года состоялось торжественное освящение Екатерининской церкви. Священником и одновременно надзирателем кладбища стал Андрей Иванович Юшкин. Церковь имела один алтарь и деревянную колокольню. Церковным старостой стал И. В. Мирович.
27 марта 1915 года Городская управа приняла постановление об отводе здесь места для захоронения католиков, поскольку на Байковом кладбище уже не было места для расширения католической части. Вообще Лукьяновское кладбище было основано как православное, но хоронили на нём представителей различных национальностей и вероисповеданий — здесь есть могилы русских, евреев, французов, немцев, чехов, поляков, болгар, венгров, греков, армян, грузин, эстонцев, караимов, турок и других. На этом кладбище покоятся останки почти всех древних украинских офицерских родов: Полуботков, Леонтовичей, Самойловичей. Перед 1917 годом кладбище было разделено на 54 части по 1000 мест каждая.
Ещё до 1917 года на администрацию Лукьяновского кладбища была возложена обязанность отвести участок для захоронения умерших или убитых в Лукьяновской тюрьме. Так, в 1878 году, здесь похоронили и сравняли с землёй захоронение Николая Беверлая, члена революционного кружка, студента, убитого при попытке бежать из тюрьмы. В 1880 году рядом похоронены члены революционного кружка в Киеве М. П. Лодинский, казнённый через повешение вместе с революционером И. Роговским, которого упоминал в романе «Воскресенье» Л. Н. Толстой. В 1918 году так же был похоронен повешенный по приговору немецкого военного суда у Лукьяновской тюрьмы террорист, член партии левых эсеров Борис Донской, за убийство на Екатерининской улице немецкого генерала Эйхгорна.
Благодаря тому, что кладбище было центральным, оно стало местом последнего упокоения многих известных людей — композиторов, писателей, учёных, политиков и деятелей церкви. На Лукьяновское кладбище переносили захоронения с Аскольдовой могилы, из Покровского монастыря. Здесь находится братская могила погибших в бою под Крутами и замученных НКВД жителей Киева.
Кладбище неоднократно меняло своё название — Ново-Лукьяновское, Центральное городское, Иоанновское, Армейское, Лукьяновское русское, Старобратское. Лукьяновским кладбище стало называться с 1945 года, после создания рядом Лукьяновского военного кладбища. На кладбище хоронили до его закрытия в 1962 году. Теперь можно только подхоранивать к могилам родных. В 1970 году для строительства админкорпуса «Рекламы» от кладбища отрезали большую часть 7 и 15 участок; не перенесённые родственниками могилы были уничтожены. В 1972 году была снесена церковь.
1 июня 1994 года постановлением № 447  Кабинет Министров Украины кладбище как Государственный историко-мемориальный Лукьяновский заповедник было внесено в перечень Заповедников национального значения Государственного реестра недвижимых памятников Украины.
16 августа 2018 года распоряжением КГГА на территории кладбища решено построить Аллею перезахоронений выдающихся украинских деятелей, похороненных за пределами Украины. Принятию этого решения предшествовала ситуация с принудительной эксгумацией украинского писателя Александра Олеся в Праге и дальнейшим перезахоронением его праха на Лукьяновском кладбище в январе 2017 года.

## Галерея

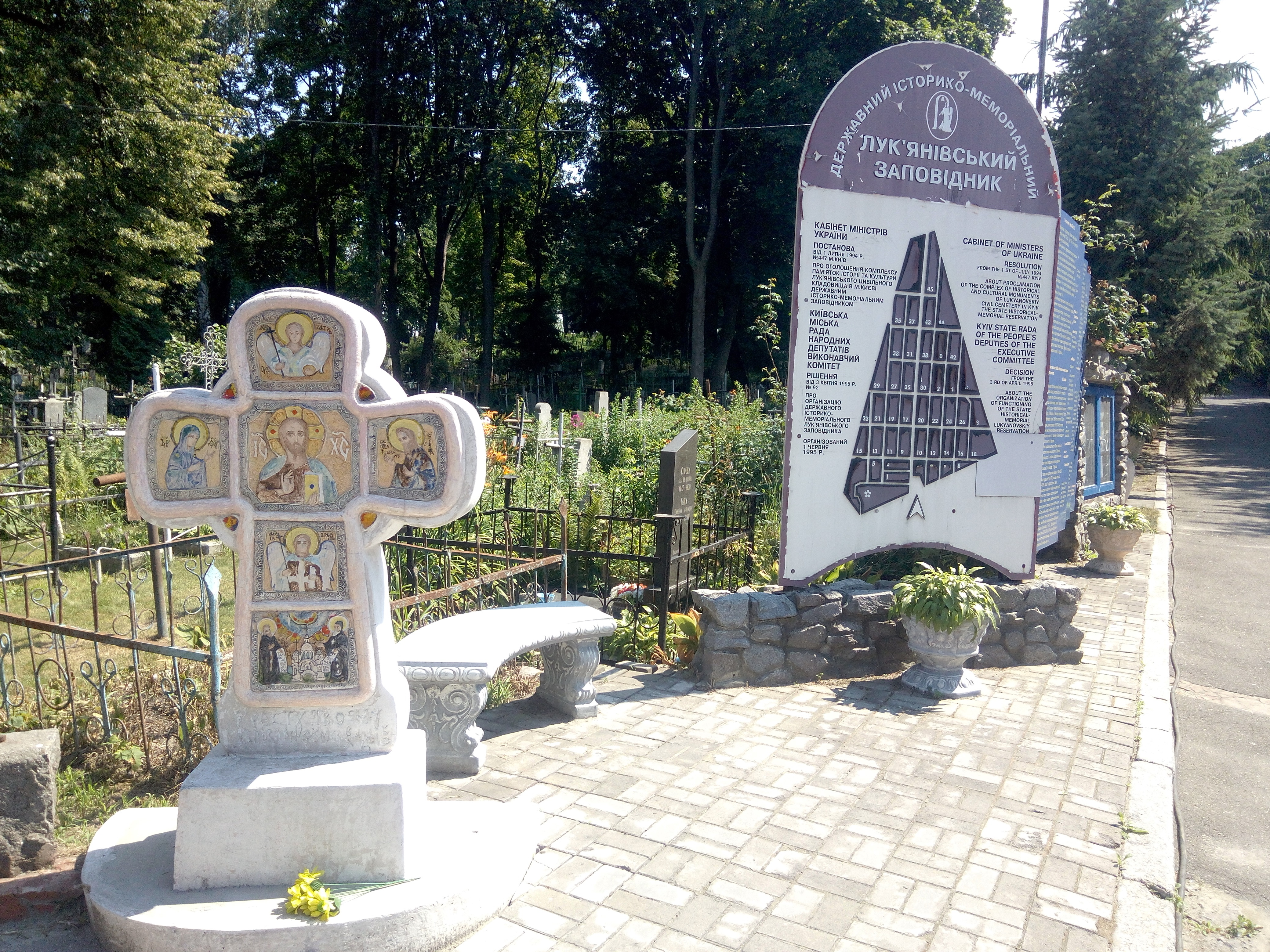
Крест и карта кладбища возле главного входа
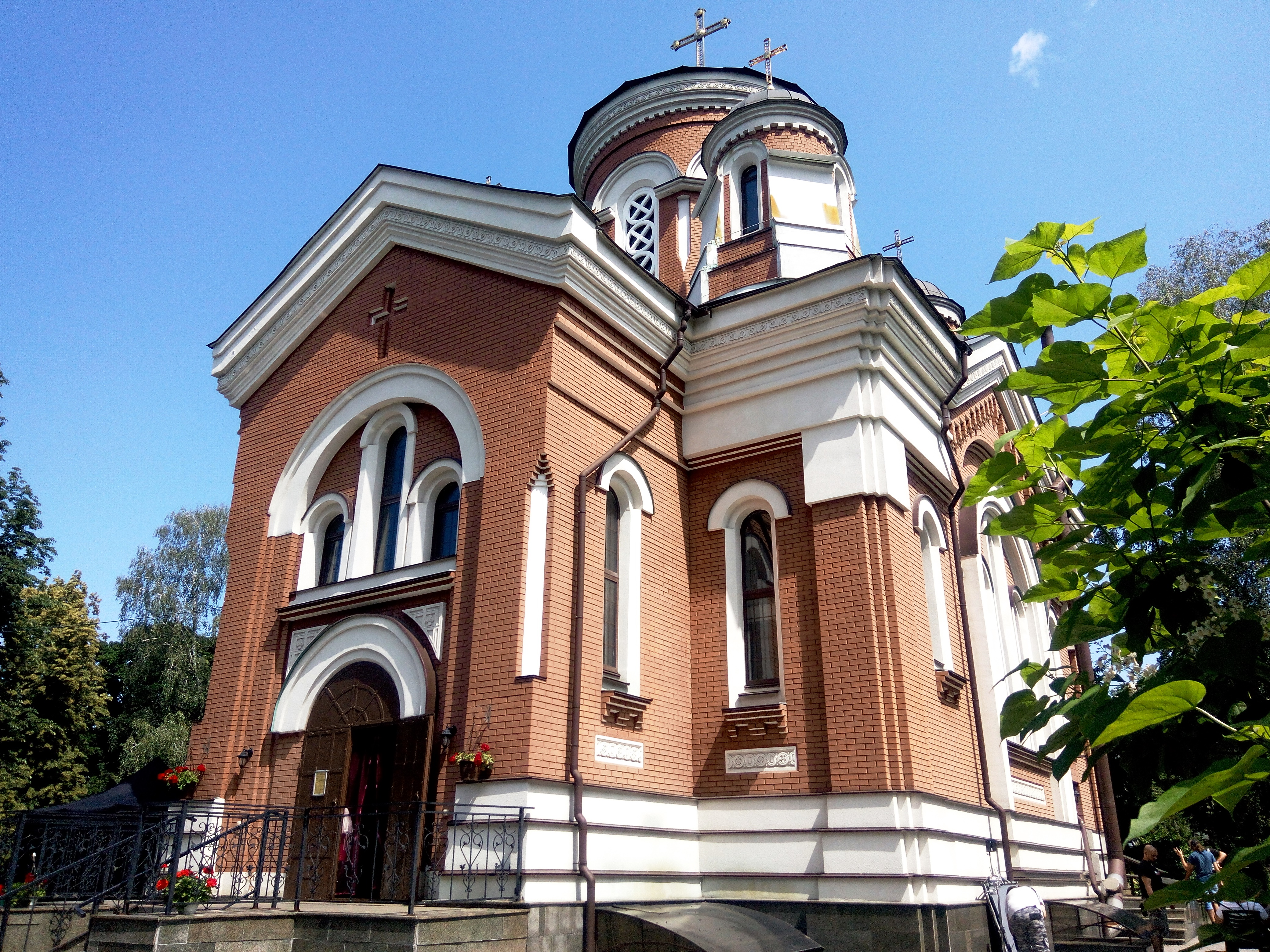
Храм святой великомученицы Екатерины
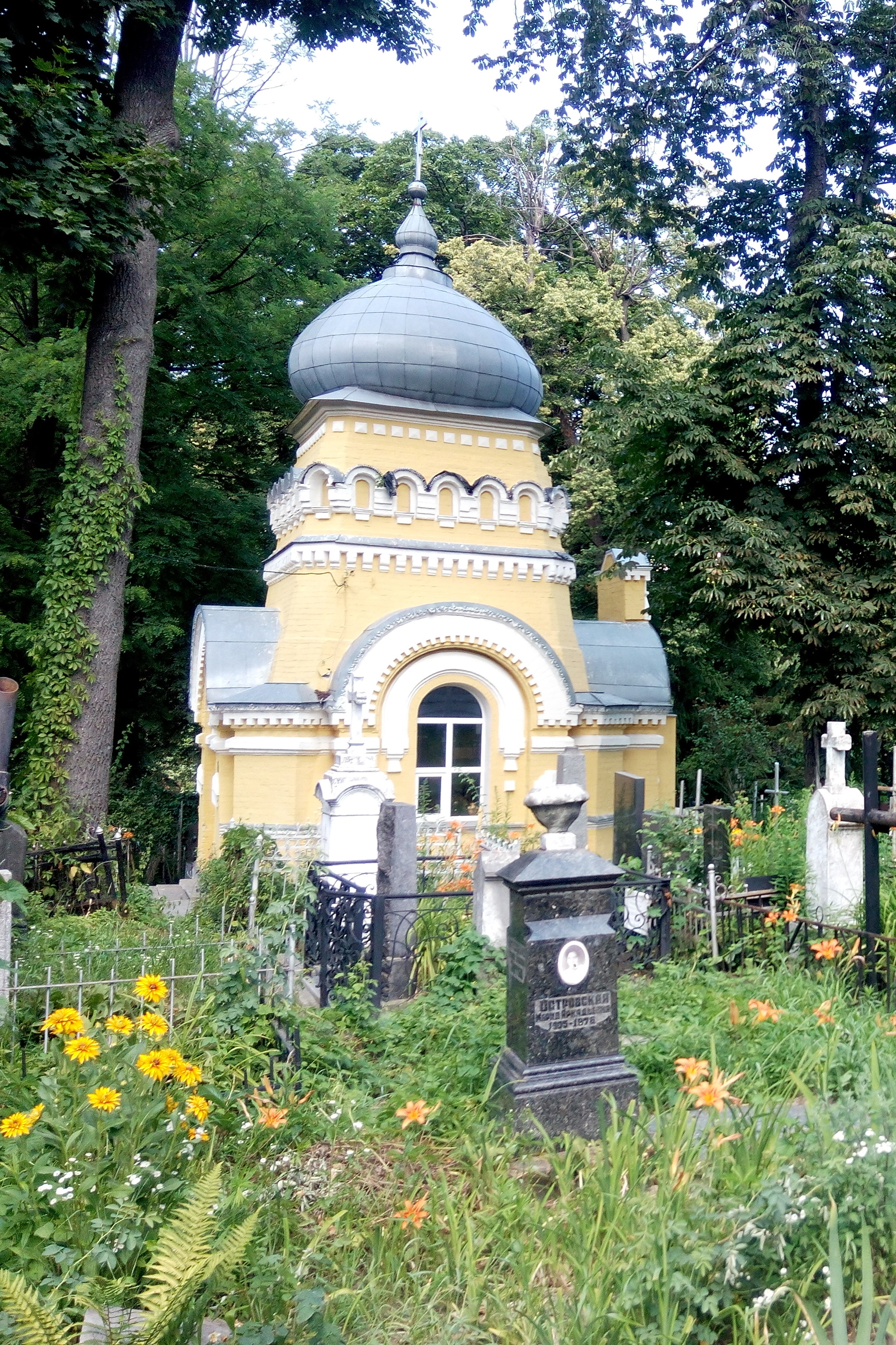
Склеп Сольских
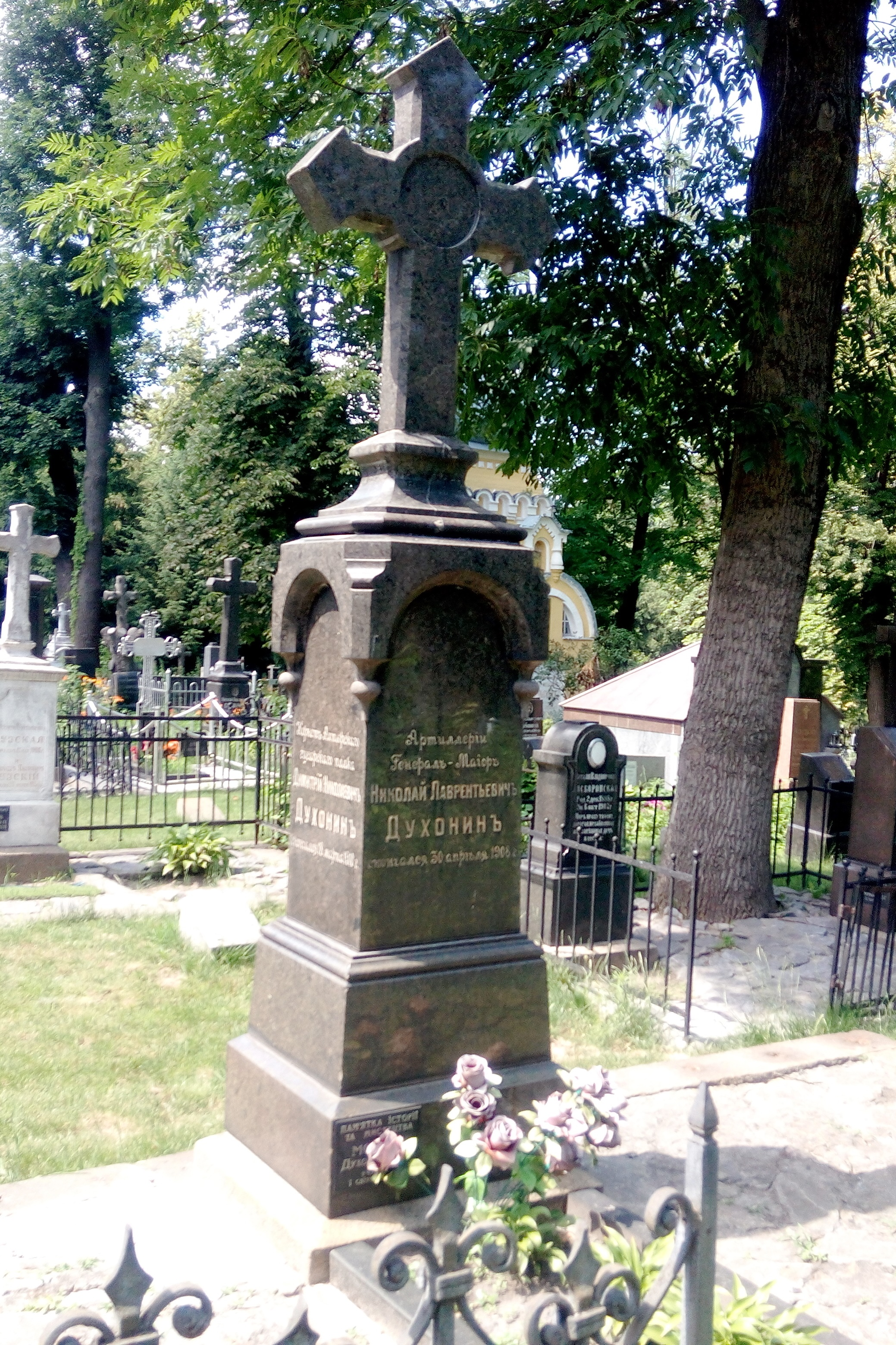
Могила генерала Николая Духонина
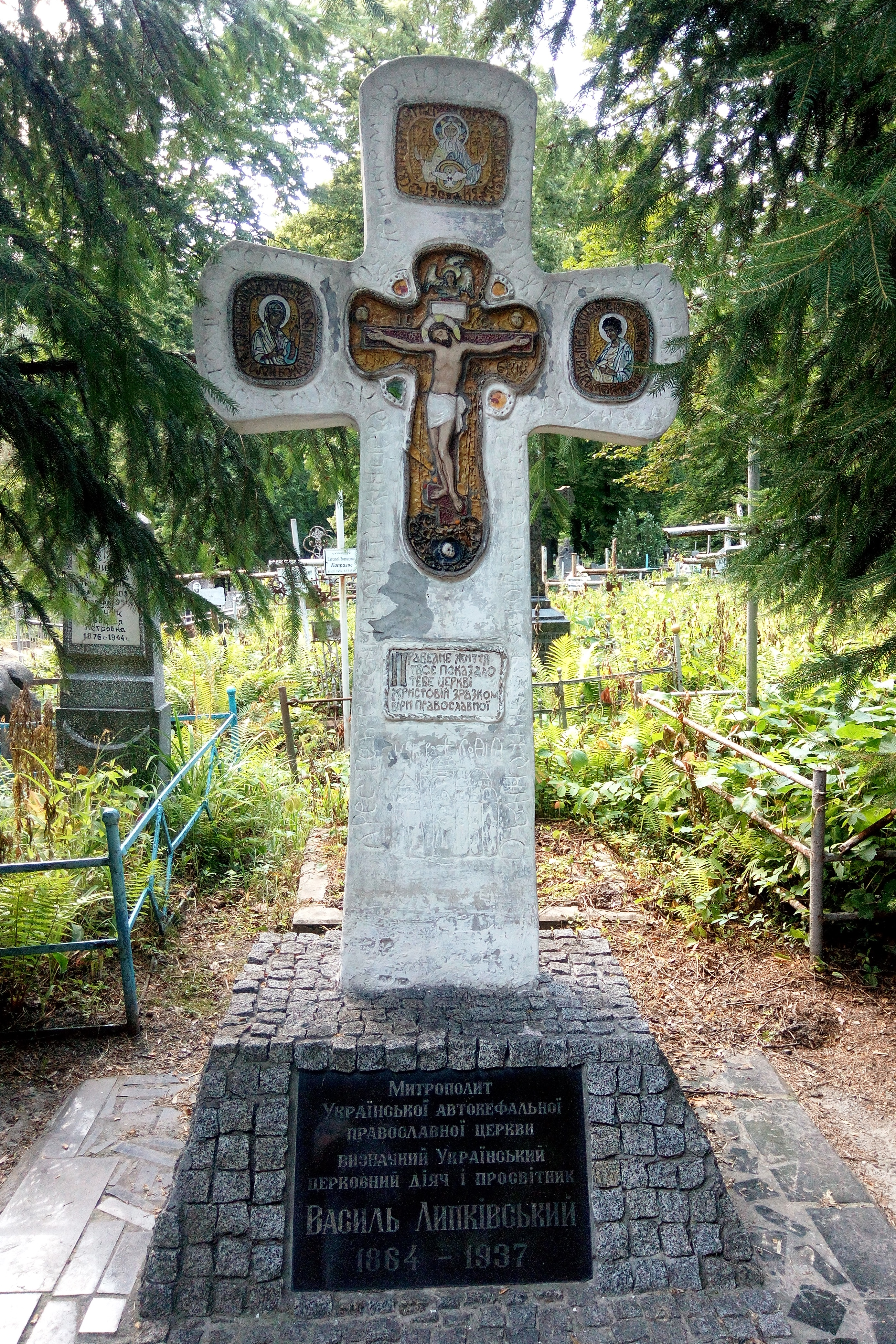
Крест на символической могиле Василия (Липковского)
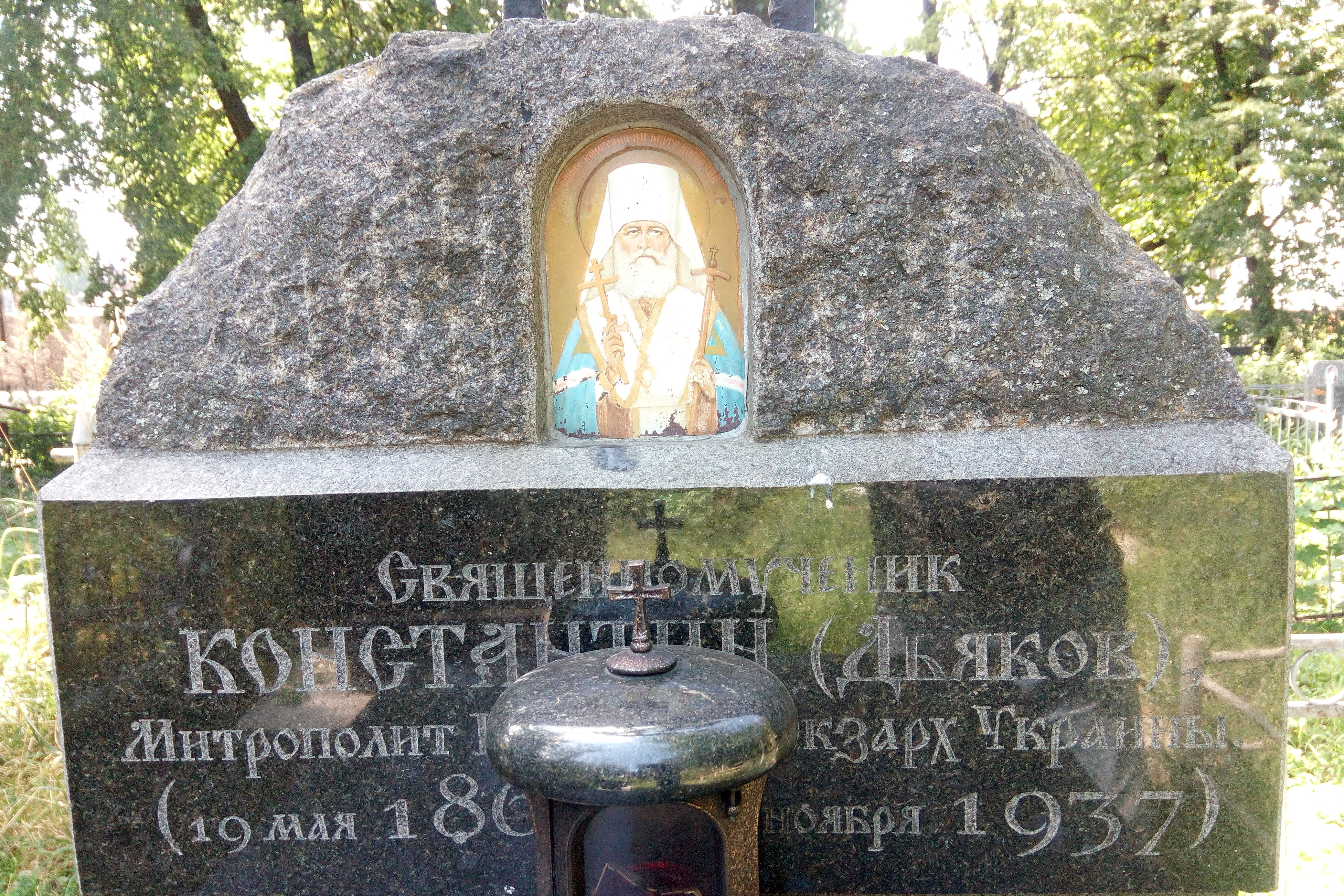
Надгробие священномученика Константина (Дьякова), митрополита Киевского